# Afrikaanse karperzalmen
Afrikaanse karperzalmen (Alestidae) zijn een familie van straalvinnige vissen uit de orde van Karperzalmachtigen (Characiformes).

## Geslachten
- Alestes J. P. Müller & Troschel, 1846
- Alestopetersius Hoedeman, 1951
- Arnoldichthys G. S. Myers, 1926
- Bathyaethiops Fowler, 1949
- Brycinus Valenciennes, 1850
- Bryconaethiops Günther, 1873
- Citharidium Boulenger, 1902
- Citharinops Daget, 1962
- Citharinus G. Cuvier, 1817
- Clupeocharax Pellegrin, 1926
- Hemigrammopetersius Pellegrin, 1926
- Hydrocynus Cuvier, 1816
- Ladigesia Géry, 1968
- Lepidarchus T. R. Roberts, 1966
- Micralestes Boulenger, 1899
- Nannopetersius Hoedeman, 1951
- Petersius Hilgendorf, 1894
- Phenacogrammus C. H. Eigenmann, 1907
- Rhabdalestes Hoedeman, 1951
- Tricuspidalestes Poll, 1967